# Paracles fervida
Paracles fervida är en fjärilsart som beskrevs av William Schaus 1901. Paracles fervida ingår i släktet Paracles och familjen björnspinnare. Inga underarter finns listade i Catalogue of Life.